# 1860 în literatură
Anul 1860 în literatură a implicat o serie de evenimente și cărți noi semnificative.  